# World in Conflict
World in Conflict (skraćeno WiC ili WIC) je RTS igra koju je razvio Massive Entertainment, a izdala Sierra Entertainment za Windows i Xbox 360. Igra je u Severnoj Americi izašla 18. septembra 2007. godine, a u Australiji i Novom Zelandu 20. septembra, a u Evropi 21. septembra. World in Conflict Goes Gold]</ref> 2007, a za Tajvan je izašla 31. oktobra. Kašnjenje na Tajvanu uglavnom je proisteklo iz problema u prevodu.
Igra je smeštena u 1989. godinu, u vreme krize u Sovjetskom Savezu. Međutim naslov se bavi alternativnom istorijom gde Sovjetski Savez ne doživljava slom, nego kreće u invaziju na zapadnu Evropu.
Igra će se igrati 2007. na CPL svetskom prvenstvu.
Uopšteno govoreći strategija u realnom vremenu World in Conflict uključuje u gejmpleju elemente taktike. Neki RTS igrači veruju da je pogrešno svrstavati ovu igru u kategoriju strategija u realnom vremenu.

## Gejmplej
World in Conflict- nije baziran na sakupljanju resursa i gradnji zgrada. Umesto toga igrač na početku dobija određen broj poena kojima može kupovati nove jedinice a koje će dobijati svaki put kad porazi protivničku jedinicu, a poeni se vraćaju, ali nešto sporije, i kad izgubi svoju jedinicu. Ovakav način igranja je sličan većini taktičkih strategija u realnom vremenu kao na primer u Ground Control igri Massive Entertainmenta, zbog čega neki kažu da je World in Conflict duhovni naslednik igre Ground Control. Zbog ovakvog gejmpleja World in Conflict je strategija u realnom vremenu, sa elementima taktičke strateške igre. Nicklas Cederström jedan od dizajnera igre kaže da su izdavači zbog raznih okolnosti ovaj naslov više promovisali kao RTS a ne kao RTT.

### Osobine

#### Frakcije u igri
uključuje tri glavne frakcije i to: SAD, SSSR, i NATO. I njima se može igrati u multiplejer modu. Međutim Sovjetski savez nije igriva frakcija u singlplejer kampanji, jer je kampanja bazirana sa gledišta Sjedinenih Američkih Država i Natoa, gde su oni saveznici i učestvuju u zajedničkoj odbrani od Sovjetskog Saveza. NATO i SAD ne mogu biti suprostavljeni protivnici čak ni u multiplejer modu, već se moraju boriti jedino zajedno protiv SSSR-a.

#### Interfejs
Interfejs u igri World in Conflict se dosta razlikuje od drugih strateških igara. Pošto u igri ne postoje opcije za gradnju, interfejs ih ne sadrži, naročito na sredini pri dnu. Donji središnji deo ekrana je rezervisan za listu jedinica kojima igramo, u gornjem desnom uglu ekrana nalazi se dugme za naručivanje jedinica i za prikaz trenutnog broja poena za to. U Donjem levom uglu nalazi se smanjeni prikaz mape (minimapa) na kojoj se trenutno igra. U donjem desnom uglu nalaze se komande za specijalne mogućnosti kao što su na primer formacija jedinica i dugmići za kretanje. Ovakvim smanjenim interfejsom igrač ima veću preglednost bojnog polja, omogućavajući igraču lakše da vodi mikromenadžent. Takođe igrač se tokom igranja može dopisivati s drugim igračima.
U igri se koristi kamera koja može da rotira 360 stepeni. Za kretanje se koriste tasteri WASD za kretanje pravo, levo, nazad i desno, zumiranje se vrši pomoću okretanja točkića na mišu, a klikom na točkić kamera se može rotirati iz fiksiranog položaja.

#### Moguće uloge igrača u igri
Druga inovacija u igri je sistem gde igrač može izabrati kojom od četiri vrste jedinica u igri će upravljati u bici: pešadijom, vazduhoplovstvom, artiljerijom i tenkovima i lekarskim timom. Svaka od klasa jedinica ima svoje ekskluzivne jedinice, koje ne postoje u drugum klasama (vrstama, ulogama) u igri. Osnovne jedinice mogu se nađi u svim vrstama, ali su skuplje ako prvenstveno pripadaju drugoj vrsti.
- – igrač može koristiti odrede specijalizovanie pešadije i laka transportna vozila.

- – laki, srednji i teški tenkovi kao i amfibijske trupe.
- – uključuje razne vrste helikoptera od kojih svaki služi raznim stvarima: istraživački, prevoznici i helikopteri za napad.
- – igrač može upravljati jedinicama za popravljanje tenkova i helikoptera i lečenje pešadije.

#### Jedinice
Jedinice u World in Conflict-u imaju različite specijalne osbine. Većina jedinica ima specijalne napade nakon čijeg korišćenja se mora sačekati da se osobina obnovi. Na primer, pešadija ima mogućnost lansiranja granata, tenkovi imaju mogućnost dimne zavese, manji helikopteri su naoružani projektilima za uništavanje avijacije, veći helikopteri su naoružani antitenkovskim projektilima, artiljerija ima dimnu zavesu od belog fosfora. Ove specijalne osobine zahtevaju od igrača taktičko korišćenje kako bi bile od koristi. Dodoćemo i to da mnoge jedinice imaju i odbramene osobine.

#### Taktička pomoć
koristi sistem taktičke pomoći sličan onome u igri Command & Conquer: Generals. Taktička pomoć će naterati igrača da koristi specijalne napade kao što je poziv na vazdušni napad, pomoć padobranaca, tepih bombe, ili lansiranje nuklearne bombe. Taktička pomoć je moguća samo kad igrač ima dovoljno poena za nju, koji se dobijaju tokom igre uništavanjem protivničkih jedinica, ili osvajanjem vaznih pozicija i izgradnjom bunkera za odbranu važnih pozicija. Postoje tri tipa taktičke pomoći. Svaki od tri tipa ima od pet do sedam različitih pomoći koje su veoma delotvorne. Što je pomoć delotvornija za nju je potrebno više poena. Mnoge napadačke pomoći ne uništavaju samo neprijateljske i vaše jedinice već i okolinu, drveće, zgrade, tepih bombardiranje i nuklearni napad ostavljaju kratere na zemlji. Druge taktičke pomoći uključuju artiljerijsku podršku, naknadne jedinice i različite vrste vazdušne podrške.

### Modovi u igri

#### Kampanja za jednog igrača
Kampanja za jednog igrača je slična kao u serijalima Call of Duty i Medal of Honor. Igra stavlja igrača u ulogu jednog oficira od nekog značaja, koji vodi jedan odred vojnika čija AI upravlja preostalom akcijom na bojištu. Ovako nešto se razlikuje od većine RTS naslova, u kojima je igrač u mogućnsti da upravlja celom armijom i prema tome odgovoran za celu akciju. Igrač će
iskusiti mnoge različite lokacije iz SAD-a zatim u Evropi i Rusiji i nakraju opet u Americi.
Priča omogućava da se singlplejer kampanja razlikuje od jednoličnih bitaka kao onih u Okršaj modiu i Višeigračkom modu. Kampanja ograničava šta igrač može sve uraditi. Narator priče priču Alek Boldvin. AI u igri je nešto slabiji nego li u Okršajima, pa su potezi protivnika u igri lako predvidljivi. Prijateljski AI često daje objašnjenja i savete, što će igru nekima učiniti prelakom. Kampanja se može igrati na tri nivoa težine i to na lakom, srednjem i teškom. Na kraju svake misije pokazuje se ordenje koje je igrač dobio i prikazuje se statistika misije.

## Spoljašnje veze
- zvanična internet stranica
- „Recenzija igre na interent strani”. Архивирано из оригинала 31. 07. 2017. г. Sveta kompjutera